# Хеад, Майке
Майке Хеад (нидерл. Maaike Christiane Head, род.11 сентября 1983) — голландская спортсменка, гребчиха, призёр чемпионата Европы, чемпионата Мира по академической гребле, а также Летних Олимпийских игр 2016 года.

## Биография
На чемпионате Европы по академической гребле 2016 года, что проходил в Бранденбурге, Хеад заработала золотую медаль в категории двойки парные в легком весе.
На чемпионате мира по академической гребле 2013 года в Чхунджу, голландская команда (четвёрки в лёгком весе), в составе которой была Хеад, завоевала золотые медали и установила мировой рекорд времени. Тем же составом, на следующий год, на чемпионате мира по академической гребле 2014 в Амстердаме, их команда выиграла ещё один комплект золотых наград на соревновании четверок в легком весе. Голландские гребчихи установили новый мировой рекорд времени — 6:15,95 с.
Голландская пара Майке Хеад и Илсе Паулис завоевала золото в категории двойки парные в лёгком весе на Летних Олимпийских играх 2016 года в Рио-де-Женейро. Со старта гонки в лидеры вырвались китайские, канадские и южно-африканские спортсменки. Голландская пара ушла в отрыв после преодоления дистанции в 1500 м и финишировали первыми, оставив позади канадских и китайских соперниц. До начала соревнования Хеад и Паулис не считались явными фаворитками и более того, право на участие в Олимпиаде 2016 года ими было получено с последней попытки при квалификации в мае.